# Spliethoff DP2 B-Typ
Der Spliethoff DP2 B-Typ der in Amsterdam ansässigen Reederei Spliethoff’s Bevrachtingskantoor ist eine zwei Mehrzweckschiffe umfassende Schiffsklasse.

## Einzelheiten
Der Schiffsentwurf wurde 2019 bei Conoship in Auftrag gegeben, der Bau erfolgt bei der Werft Fujian Mawei in Fuzhou. Die 141 Meter langen Mehrzweckfrachter mit ganz vorne über der Back angeordnetem Deckshaus weisen eine Tragfähigkeit von circa 12.500 dwt bei vollem Tiefgang auf. Der Schiffsdiesel mit 5300 kW Leistung ist mit einem Scrubber und einem Katalysator versehen. Die Schiffe sind mit jeweils zwei 500 Tonnen SWL hebenden Kränen von Huisman ausgestattet. Dies erlaubt Lade- und Löschoperationen auch in Häfen ohne entsprechende Suprastruktur. Im Laderaum, der auch auf See offen gefahren werden darf, können durch die verstärkte Tankdecke auch schwere Ladungsstücke untergebracht werden. Die mit einer dynamischen Positionierung DP2 ausgestatteten Schiffe sind sowohl für den herkömmlichen Schwerguttransport als auch für die Offshore-Installation schwerer Ladungen vorgesehen.

## Die Schiffe
| Bauname        | Baunummer | IMO- Nummer | Indienst- stellung | Umbenennungen und Verbleib |
| -------------- | --------- | ----------- | ------------------ | -------------------------- |
| Brouwersgracht | MW456-1   | 9896270     | 31. Januar 2023    | so in Fahrt                |
| Bloemgracht    | MW456-2   | 9896282     | 11. August 2023    | so in Fahrt                |
|                | MW456-3   | 9899430     | -                  | annulliert                 |
|                | MW456-4   | 9899442     | -                  | annulliert                 |
|                | MW456-5   | 9899454     | -                  | annulliert                 |
|                | MW456-6   | 9899466     | -                  | annulliert                 |